# Кокран (организация)
«Кокран» (или «Кокрейн», англ. Cochrane), ранее — «Кокрановское сотрудничество» (англ. Cochrane Collaboration), — международная некоммерческая организация, изучающая эффективность методов лечения при помощи доказательной медицины. «Кокран» выпускает систематические обзоры преимущественно рандомизированных контролируемых исследований, публикуемые в базе данных — Кокрановской библиотеке.
Целью организации является формирование систематических обзоров эффективности различных медицинских вмешательств, которые могут оказаться важными в принятии врачебных решений. Систематические обзоры позволяют суммировать и обобщить информацию по различным рандомизированным клиническим испытаниям и медицинской литературе для получения доказательств высокой степени надёжности. На создание систематического обзора у организации уходит от 6 месяцев до 2 лет, а тематика исследований выбирается исходя из наиболее высоких приоритетов.

## История
Организация была основана под названием «Кокрановское сотрудничество» в 1993 году под руководством Иэна Чалмерса и Петера Гётше. Название организации связано с именем эпидемиолога Арчибальда Кокрана, основателя доказательной медицины. Средства были выделены Национальной службой здравоохранения Великобритании.
В 2011 года «Кокран» вступил в официальные отношения с Всемирной организацией здравоохранения, включающее право назначать представителя для участия без голосования на встречах ВОЗ, в том числе на Всемирной ассамблее здравоохранения, и делать подробные заявления о резолюциях ВОЗ по вопросам здравоохранения.
С 2013 года «Кокран» сотрудничает с Википедией, чтобы улучшить использование систематических обзоров «Кокрана» в её статьях и дать доступ некоторым редакторам Википедии к Кокрановской библиотеке.
В 2018 году из организации был исключён сооснователь и директор скандинавского отделения Петер Гётше, который ранее заявлял о предвзятости в системном обзоре вакцин против папилломавирусов человека в мае 2018 года. В результате четыре избранных члена правления ушли в отставку в знак протеста, а Гётше заявил, что в «Кокране» укореняется «растущая авторитарная культура сверху вниз и всё более коммерческая бизнес-модель».

## Описание
«Кокран» является слабо централизованной организацией, состоящей из порядка 30 тысяч экспертов-добровольцев и около 50 оплачиваемых работников. Штаб-квартира находится в Лондоне, также имеется ещё 14 центров в других странах.
Организация состоит из 53 обзорных групп, занятых различными видами заболеваний, примерно половина этих групп базируется в Великобритании, остальные — в других странах. В год «Кокран» выпускает порядка 400 систематических обзоров.

## Критика
По мнению газеты The New York Times, «Кокран» является лидером среди организаций, выпускающих систематические обзоры.
В 2004 году редакционная статья «Канадского журнала медицинской ассоциации» назвала систематические обзоры «Кокрана» наиболее актуальными и качественными, «наилучшим источником методологических исследований».
Исследования, сравнивающие качество систематических обзоров «Кокрана» в области бесплодия, физиотерапии и ортодонтии с другими результатами, признали обзоры «Кокрана» имеющими превосходную методологическую точность. Более широкие исследования, рассматривающие несколько терапевтических областей, пришли к такому же выводу, но они были произведены авторами, связанными с «Кокраном».
По сравнению с другими обзорами, систематические обзоры «Кокрана» с меньшей вероятностью могут прийти к положительному выводу об эффективности медицинских вмешательств.
Основные критические замечания, которые были высказаны по поводу исследований «Кокрана», относятся к неспособности включить в обзоры достаточно большое количество неопубликованных исследований, непредставлению или несоблюдению заранее определённых правил по включению конечных точек или испытаний, недостаточно частое обновление обзоров, чрезмерно высокому проценту обзоров без чётких выводов и высокому уровню использования литературных негров и почётного авторства.